# Janoš Faludi
Janoš Faludi, slovenski učitelj in narodni gospodar, * 14. november 1839, Černelavci, † 4. oktober 1922, Murska Sobota.

## Življenje in delo
Po končanem učiteljišču je od 1861 do upokojitve 1905 služboval v Bodoncih. Po upokojitvi se je preselil v Mursko Soboto. Bil je tudi učitelj katoliškega cerkvenega petja in je med mladino z veliko prizadevnostjo gojil cerkveno in posvetno petje, bil znamenit čebelar, ki je uvedel v svojem kraju lesene panje, prvi parni mlatilni stroj in se trudil za razvoj sadjarstva, vinogradništva in vrtnarstva. 